# 서울시메트로9호선 9000호대 전동차
서울시메트로9호선 9000호대 전동차는 서울 지하철 9호선 개통과 함께 도입된 서울시메트로9호선의 통근형 전동차 차량이다. 현재 총 6량 53개 편성(318량)이 운행하고 있다.

## 개요
한국형 표준전동차를 바탕으로 한 표준 설계 사양에 따라 도입되었다. 차체는 스테인레스 곡면을 적용했으며, 1인 승무에 대응하도록 CCTV 모니터 및 프랑스 알스톰사의 ATC 속도계가 장착되었다. 실내는 롱시트로 구성되어 있고, 승객 편의를 고려한 낮은 손잡이가 설치되어 있다. 객실 좌석 아래엔 짐을 넣는 공간이 있고, 좌석 위 선반은 노약자석과 7인석 중 2곳에만 설치되어 있다. 전면부 중앙엔 행선지가 표시되지 않고 열차번호와 일반, 급행 중 1가지만 표시된다. 차량 가격은 년도에 따라 차이가 나며 1량당 13~16억원 기준이고, 6량 1편성당 78억 원 가량이다. (2018년 도입된 32량은 총 사업비가 440억 원이다.) 현재 총 6량 45개 편성이 운행 중이다. 또한 서울교통공사 5000호대 전동차의 3차분 차량이 이 차량을 기반으로 제작된 차량이지만 전면부 및 측면과 객차 수가 8량인 점이 다르다.

## 도입 역사

### 1차 도입분
- 개화차량기지 소속: 901~924편성(총 6량 24개 편성)
- 제작사: 현대로템
- 제어방식: VVVF-IGBT(현대로템 IPM)

2009년 7월 24일 1단계 구간 개통과 함께 도입됐다. 도입 당시엔 4량이었으나, 6량으로 증차 칸이 도입되면서 6량이 된 상태다.

### 2차 도입분
- 개화차량기지 소속: 925~936편성(총 6량 12개 편성)
- 제작사: 현대로템
- 제어방식: VVVF-IGBT(현대로템 IPM)

2011년 10월 15일 증차 목적으로 도입됐다. 당초 2015년 3월 28일 2단계 구간 개통에 대비해 도입될 예정이었지만, 혼잡도 완화의 일환으로 조기 도입된 차량이기도 하다. 도입 당시에는 4량으로 도입이 이뤄졌으나, 6량으로 증량 객차가 도입되면서 6량이 된 상태다.

### 3차 도입분
- 개화차량기지 소속: 937~945편성(총 6량 9개 편성)
- 제작사: 현대로템
- 제어방식: VVVF-IGBT(현대로템 IPM)

937~940편성은 2016년 8월 31일 증차 목적, 941~945편성은 2018년 12월 1일 3단계 구간 개통분 목적으로 도입됐다. 제작 당시 전조등이 LED였고, 현대로템 패찰도 기존의 것과 다른 것으로 달고 도입됐다. 도입 당시에는 937~944편성은 4량, 945편성 6량이었으나 이후 937~944편성의 증량 칸이 도입되면서 6량화로 변경돴고, 현재는 모두 6량 편성으로 운행하고 있다.

### 4차 도입분
- 개화차량기지 소속: 946~953편성(총 6량 8개 편성)
- 제작사: 현대로템
- 제어방식: VVVF-IGBT(현대로템 IPM)

946~949편성(4개 편성)은 2023년 증차 목적, 950~953편성(4개 편성)은 2027년 4단계 구간 개통분 목적으로 도입됐다. 1~3차분(945편성 제외)과는 달리, 처음부터 6량으로 도입됐다. 또한 이 차량은 서울교통공사 2000호대 VVVF 전동차 1~2차분, 서울교통공사 3000호대 VVVF 전동차 1차분, 인천교통공사 1000호대 전동차 2차분, 공항철도 1000호대 전동차, 공항철도 2000호대 전동차 1~3차분과 동일한 IGBT가 장착됐으며, 1~3차분에 달린 스커트가 잘려서 출고된다.

### 5차 도입분
- 개화차량기지 소속: 954~957편성(총 6량 4개 편성)
- 제작사: 다원시스(예정)
- 제어방식: VVVF-IGBT (히타치 제작소 기술제휴)

### 6차 도입분
- 개화차량기지 소속: 958~961편성(총 6량 4개 편성)
- 제작사: 미정
- 제어방식: VVVF 미정

### 7차 도입분
- 개화차량기지 소속:

## 조성
현재 운행 중인 편성은 901~953편성이다.

### 초창기 편성
901편성부터 944편성만 해당하며 2019년까지 모든 차량이 6량으로 증량되었다.
|               | ◇◇              | ◇◇              |                 |                 |                |
| 90XX          | 91XX            | 94XX            | 95XX            |                 |                |
| Tc            | M'              | M'              | Tc              |                 |                |
| ←중앙보훈병원 | ※##는 편성 번호 | ※##는 편성 번호 | ※##는 편성 번호 | ※##는 편성 번호 | 김포공항/개화→ |

편성은 팬터그래프와 주변압기, 제어기기, 전동기가 탑재된 M'차와 보조전원장치와 공기압축기, 축전지, 제어실 등을 갖춘 TC차로만 구성되어 있다.
| 객차번호 | 설치된 전장품                            |
| -------- | ---------------------------------------- |
| 90XX     | Tc(SIV, 공기압축기, 축전지)              |
| 91XX     | M'(팬터그래프, 주변압기, 주변환장치VVVF) |
| 94XX     | M'(팬터그래프, 주변압기, 주변환장치VVVF) |
| 95XX     | Tc(SIV, 공기압축기, 축전지)              |

### 현재 편성
|               | ◇◇              |                 |                 | ◇◇              |                |
| 90XX          | 91XX            | 92XX            | 93XX            | 94XX            | 95XX           |
| Tc            | M'              | M               | T               | M'              | Tc             |
| ←중앙보훈병원 | ※##는 편성 번호 | ※##는 편성 번호 | ※##는 편성 번호 | ※##는 편성 번호 | 김포공항/개화→ |

편성은 팬터그래프와 주변압기, 제어기기, 전동기가 탑재된 M'차와 제어기기, 전동기가 탑재된 M차, 보조전원장치와 공기압축기, 축전지, 제어실 등을 갖춘 TC차로 구성되어 있다.
| 객차번호 | 설치된 전장품                            |
| -------- | ---------------------------------------- |
| 90XX     | Tc(SIV, 공기압축기, 축전지)              |
| 91XX     | M'(팬터그래프, 주변압기, 주변환장치VVVF) |
| 92XX     | M(주변환장치VVVF)                        |
| 93XX     | T(무동력객차)                            |
| 94XX     | M'(팬터그래프, 주변압기, 주변환장치VVVF) |
| 95XX     | Tc(SIV, 공기압축기, 축전지)              |

## 배속
- 901~953편성: 김포차량사업소, 6량

## 현재 운행구간
- ● 서울 지하철 9호선: 개화 ~ 중앙보훈병원

## 현황
현재 운행 중인 차량은 굵은 글씨로 표시했다.
| 차호     | 도입 시기   | 운행 중단 시기 | 비고                                                         |
| -------- | ----------- | -------------- | ------------------------------------------------------------ |
| 901 편성 | 2008년      | 운행 중        |                                                              |
| 902 편성 | 2008년      | 운행 중        |                                                              |
| 903 편성 | 2008년      | 운행 중        |                                                              |
| 904 편성 | 2008년      | 운행 중        |                                                              |
| 905 편성 | 2008년      | 운행 중        |                                                              |
| 906 편성 | 2008년      | 운행 중        |                                                              |
| 907 편성 | 2008년      | 운행 중        |                                                              |
| 908 편성 | 2008년      | 운행 중        |                                                              |
| 909 편성 | 2008년      | 운행 중        |                                                              |
| 910 편성 | 2008년      | 운행 중        |                                                              |
| 911 편성 | 2008년      | 운행 중        |                                                              |
| 912 편성 | 2008년      | 운행 중        |                                                              |
| 913 편성 | 2008년      | 운행 중        | 2009년 7월 24일 1단계 구간 개통식 기념 차량으로 사용되었다.  |
| 914 편성 | 2008년      | 운행 중        |                                                              |
| 915 편성 | 2008년      | 운행 중        |                                                              |
| 916 편성 | 2008년      | 운행 중        |                                                              |
| 917 편성 | 2008년      | 운행 중        |                                                              |
| 918 편성 | 2008년      | 운행 중        |                                                              |
| 919 편성 | 2008년      | 운행 중        |                                                              |
| 920 편성 | 2008년      | 운행 중        |                                                              |
| 921 편성 | 2008년      | 운행 중        |                                                              |
| 922 편성 | 2008년      | 운행 중        |                                                              |
| 923 편성 | 2008년      | 운행 중        |                                                              |
| 924 편성 | 2008년      | 운행 중        |                                                              |
| 925 편성 | 2011년      | 운행 중        |                                                              |
| 926 편성 | 2011년      | 운행 중        |                                                              |
| 927 편성 | 2011년      | 운행 중        |                                                              |
| 928 편성 | 2011년      | 운행 중        |                                                              |
| 929 편성 | 2011년      | 운행 중        |                                                              |
| 930 편성 | 2011년      | 운행 중        |                                                              |
| 931 편성 | 2011년      | 운행 중        |                                                              |
| 932 편성 | 2011년      | 운행 중        |                                                              |
| 933 편성 | 2011년      | 운행 중        |                                                              |
| 934 편성 | 2011년      | 운행 중        |                                                              |
| 935 편성 | 2011년      | 운행 중        |                                                              |
| 936 편성 | 2011년      | 운행 중        |                                                              |
| 937 편성 | 2016년      | 운행 중        |                                                              |
| 938 편성 | 2016년      | 운행 중        |                                                              |
| 939 편성 | 2016년      | 운행 중        |                                                              |
| 940 편성 | 2016년      | 운행 중        |                                                              |
| 941 편성 | 2016년      | 운행 중        |                                                              |
| 942 편성 | 2016년      | 운행 중        |                                                              |
| 943 편성 | 2016년      | 운행 중        | 2018년 11월 30일 3단계 구간 개통식 기념 차량으로 사용되었다. |
| 944 편성 | 2016년      | 운행 중        |                                                              |
| 945 편성 | 2016년      | 운행 중        | 6량 상태로 도입되었다.                                       |
| 946 편성 | 2023년      | 운행 중        | 6량 상태로 도입되었다.                                       |
| 947 편성 | 2023년      | 운행 중        | 6량 상태로 도입되었다.                                       |
| 948 편성 | 2023년      | 운행 중        | 6량 상태로 도입되었다.                                       |
| 949 편성 | 2023년      | 운행 중        | 6량 상태로 도입되었다.                                       |
| 950 편성 | 2023년      | 운행 중        | 6량 상태로 도입되었다.                                       |
| 951 편성 | 2023년      | 운행 중        | 6량 상태로 도입되었다.                                       |
| 952 편성 | 2023년      | 운행 중        | 6량 상태로 도입되었다.                                       |
| 953 편성 | 2023년      | 운행 중        | 6량 상태로 도입되었다.                                       |
| 954 편성 | 2027년 예정 | 제작 예정      |                                                              |
| 955 편성 | 2027년 예정 | 제작 예정      |                                                              |
| 956 편성 | 2027년 예정 | 제작 예정      |                                                              |
| 957 편성 | 2027년 예정 | 제작 예정      |                                                              |
| 958 편성 | 2028년 예정 | 제작 예정      |                                                              |
| 959 편성 | 2028년 예정 | 제작 예정      |                                                              |
| 960 편성 | 2028년 예정 | 제작 예정      |                                                              |
| 961 편성 | 2028년 예정 | 제작 예정      |                                                              |

## 반입 경로
- 김포차량사업소: 신창원역 → 수도권철도차량정비단 → (트레일러) → 김포차량사업소 (1차분)
- 김포차량사업소: 신창원역 → 수도권철도차량정비단 → 인천국제공항철도 → 김포차량사업소 (2차분)
- 김포차량사업소: 신창원역 → 수도권철도차량정비단 → 수색직결선 → 인천국제공항철도 → 김포차량사업소 (3차분, 중간 부수차 추가 도입분)

## 사진

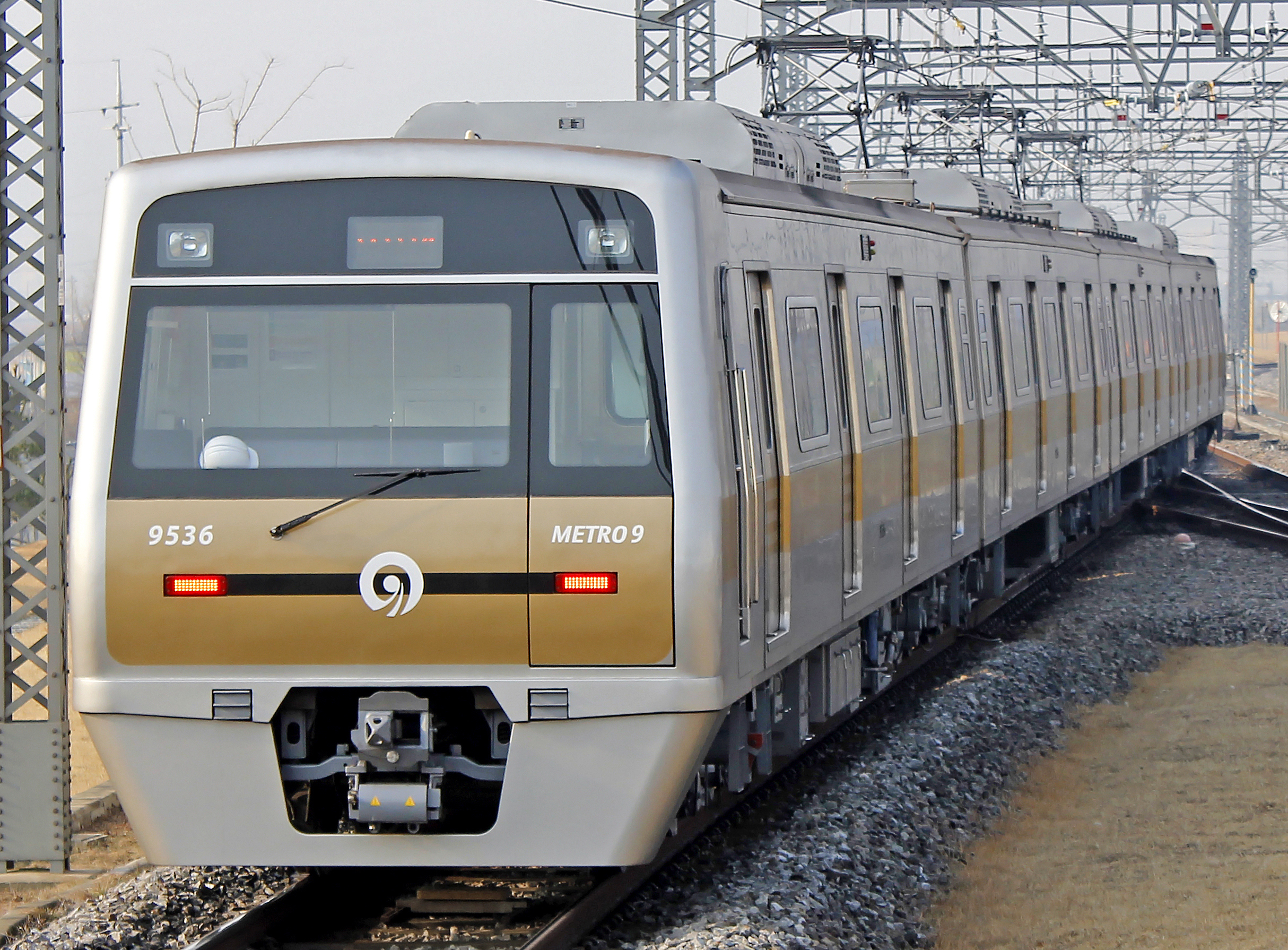
4량 편성 시절 936편성(현재는 6량으로 운행 중)
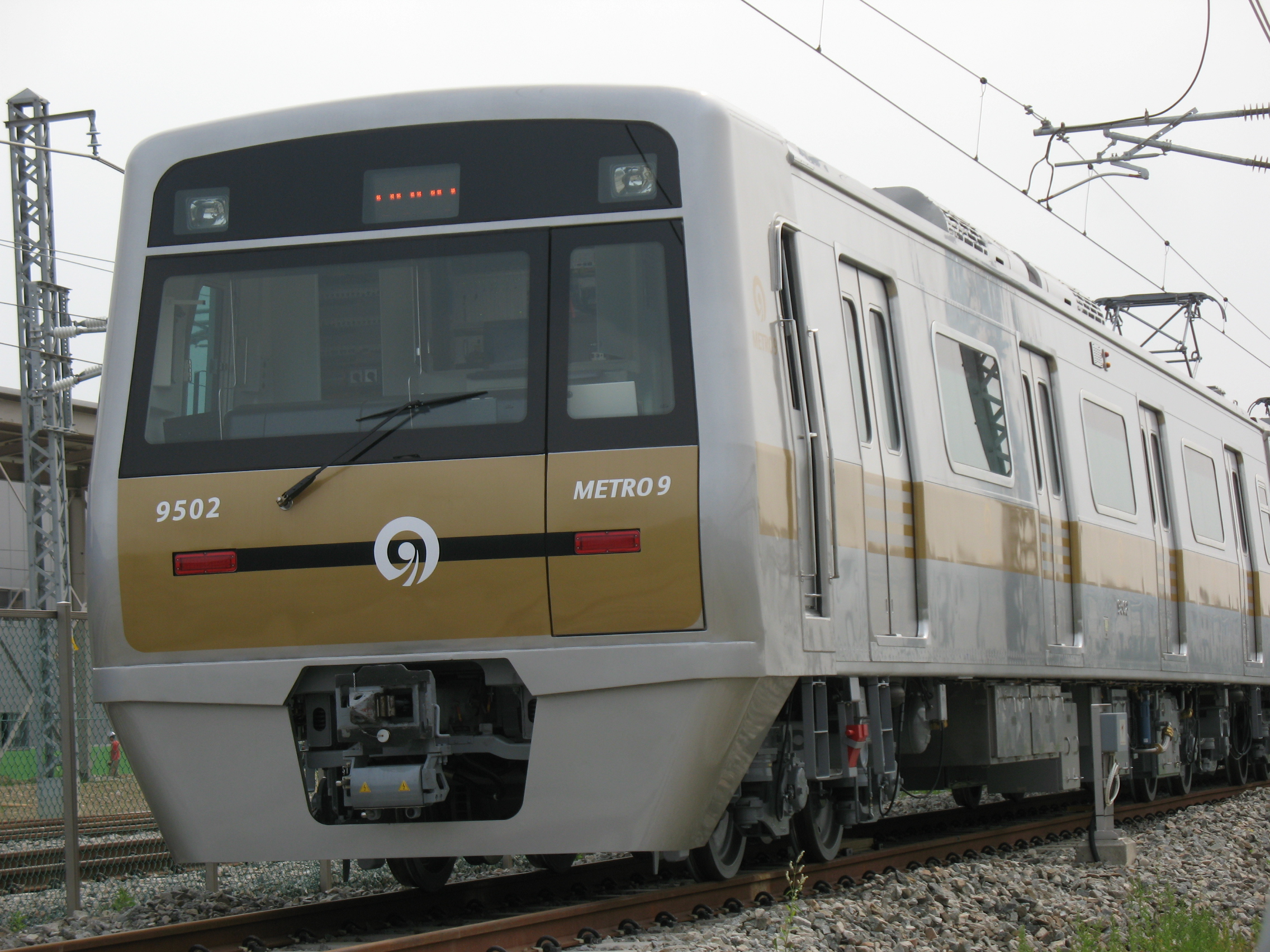
4량 시절 편성 902편성(현재는 6량으로 운행 중)
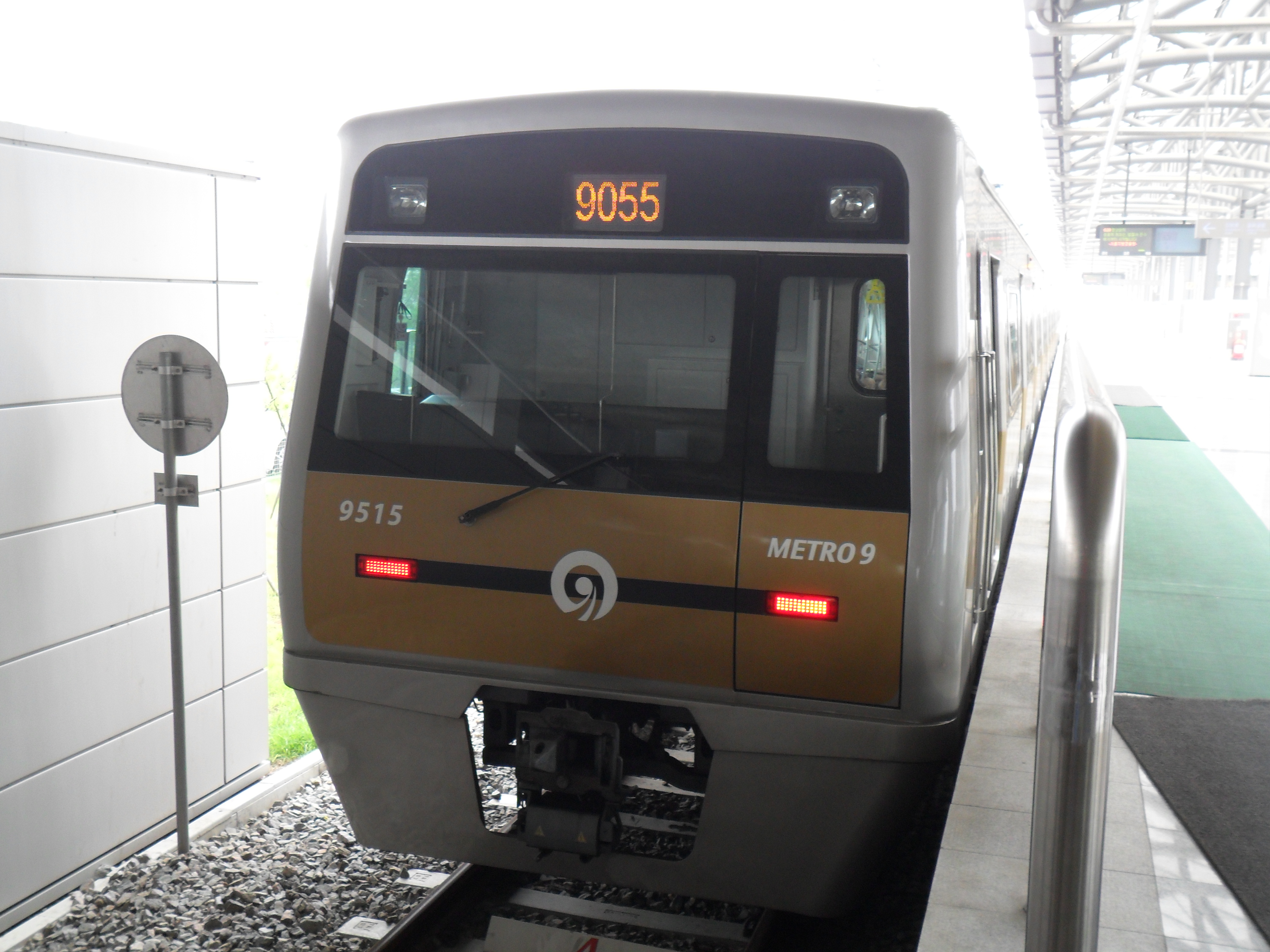
4량 시절 편성 915편성 (현재는 6량으로 운행 중)
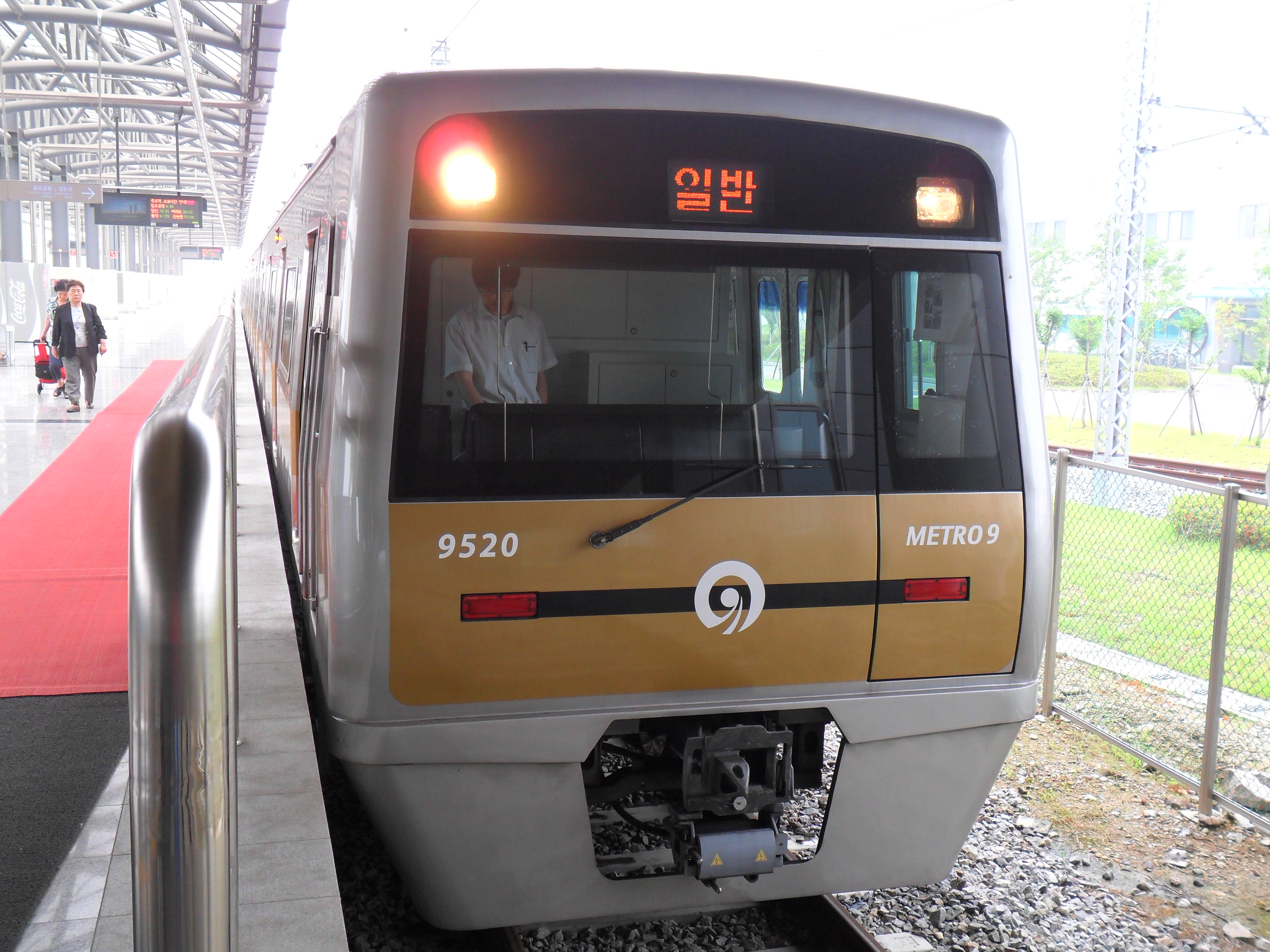
4량 편성 시절 920편성 (현재는 6량으로 운행 중)
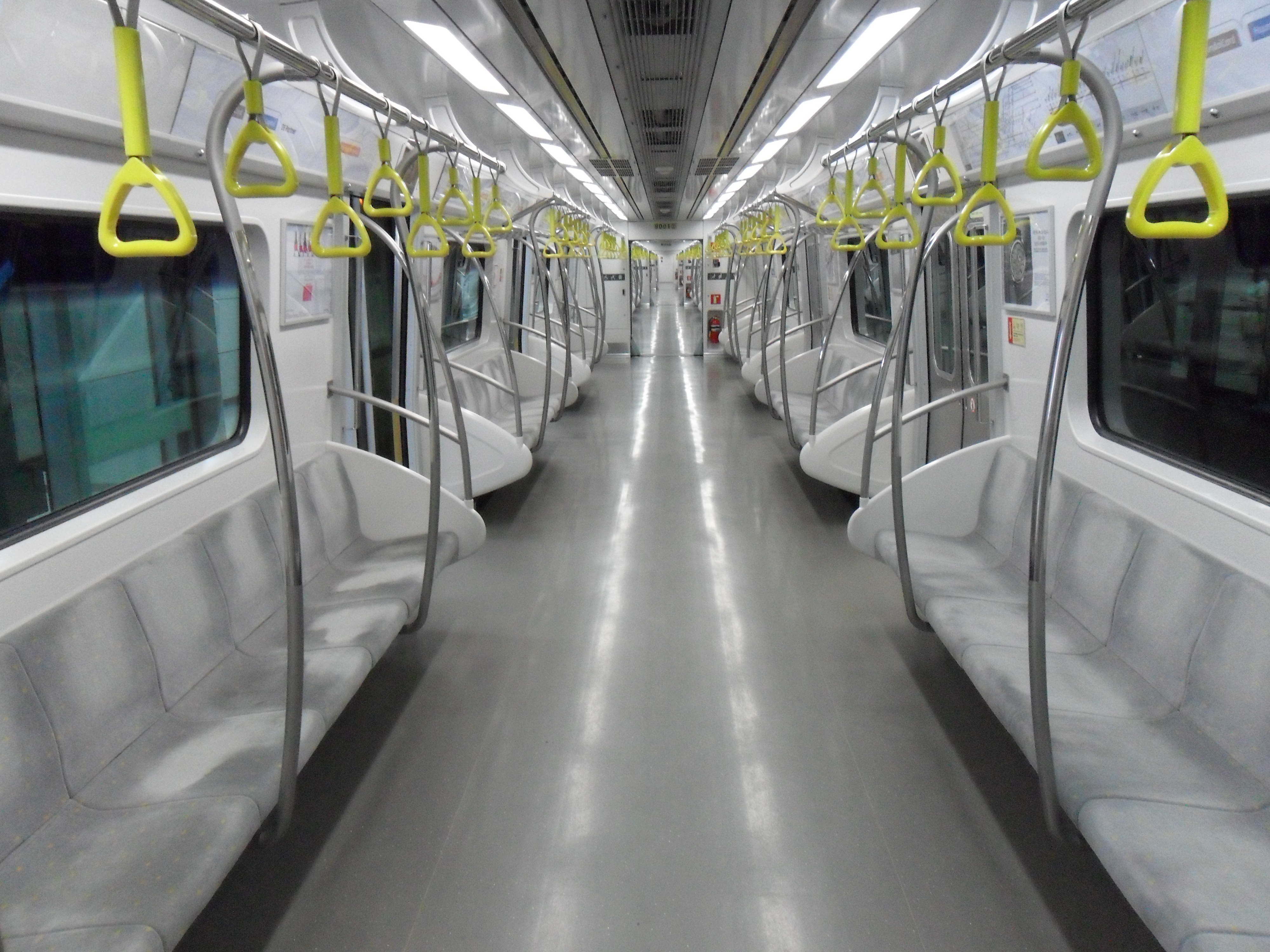
전동차 내부(4량 시절)
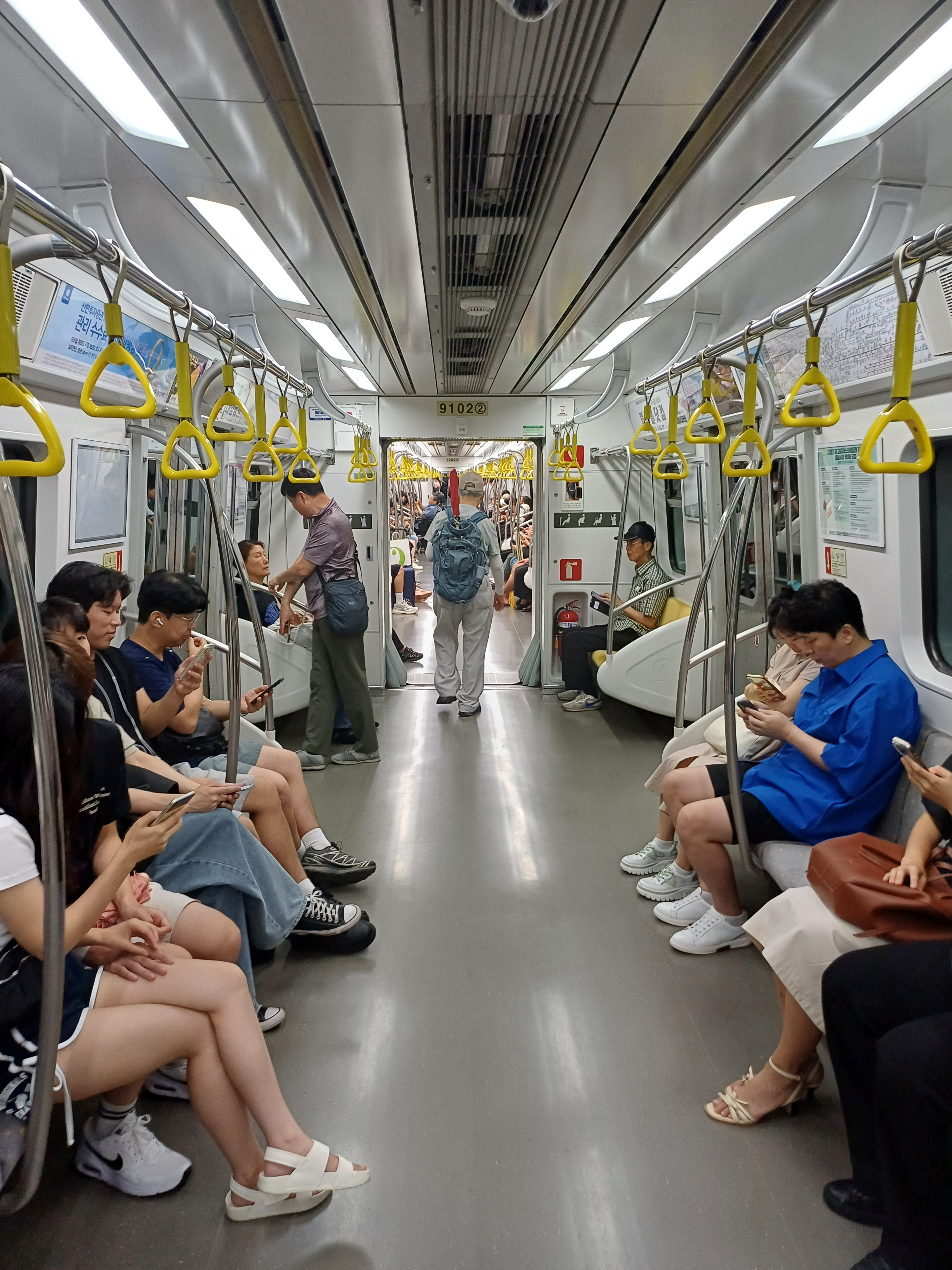
전동차 내부(현 6량)
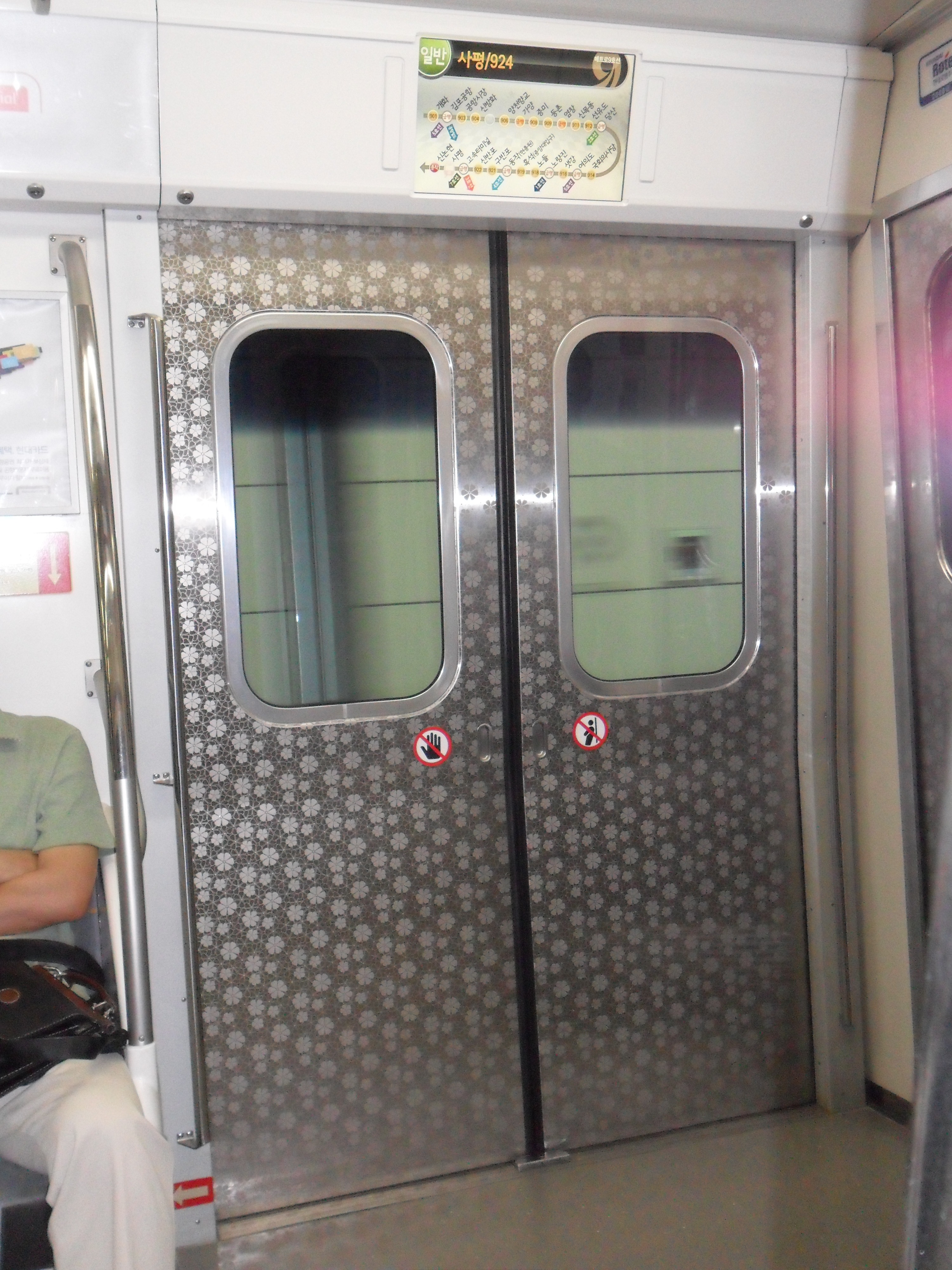
전동차 출입문 및 LCD 모니터
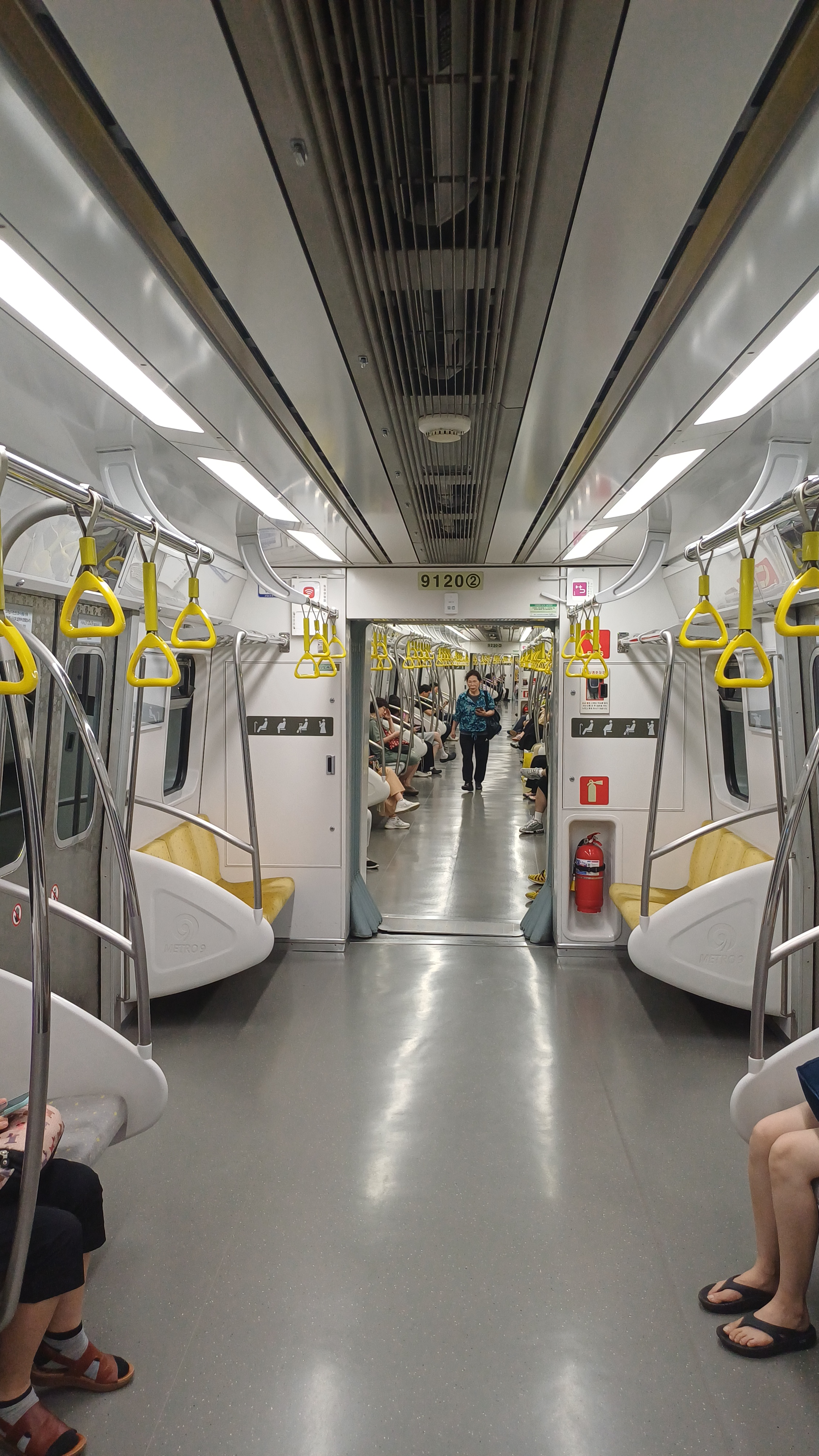
920편성 내부
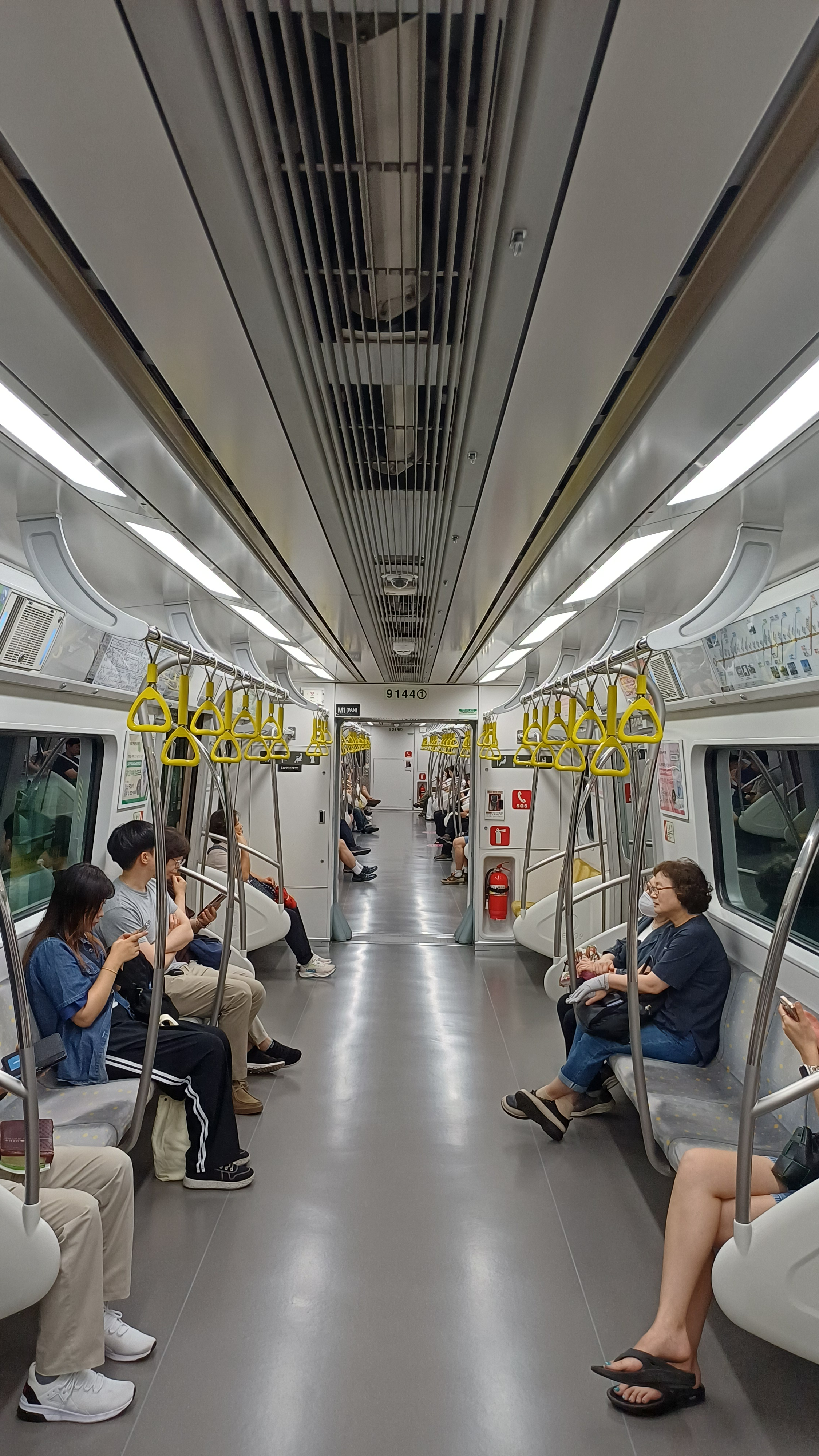
944편성 내부

## 같이 보기
- 서울시메트로9호선
- 서울 지하철 9호선
- 공항철도 1000호대 전동차
- 공항철도 2000호대 전동차

 위키미디어 공용에 서울시메트로9호선 9000호대 전동차 관련 미디어 분류가 있습니다.